# Маунтен-Лейк (Нью-Джерсі)
Маунтен-Лейк (англ. Mountain Lake) — переписна місцевість (CDP) в США, в окрузі Воррен штату Нью-Джерсі. Населення — 494 особи (2020).

## Географія
Маунтен-Лейк розташований за координатами 40°51′33″ пн. ш. 74°59′18″ зх. д. / 40.85917° пн. ш. 74.98833° зх. д. (40.859118, -74.988240).  За даними Бюро перепису населення США в 2010 році переписна місцевість мала площу 3,38 км², з яких 2,93 км² — суходіл та 0,45 км² — водойми.

## Демографія
Згідно з переписом 2010 року, у переписній місцевості мешкало 575 осіб у 261 домогосподарстві у складі 154 родин. Густота населення становила 170 осіб/км².  Було 315 помешкань (93/км²).
Расовий склад населення:
| - 95,7 % — білих - 1,4 % — азіатів - 0,5 % — чорних або афроамериканців - 0,2 % — корінних американців |

До двох чи більше рас належало 1,4 %. Частка іспаномовних становила 2,4 % від усіх жителів.
За віковим діапазоном населення розподілялося таким чином: 17,7 % — особи молодші 18 років, 69,3 % — особи у віці 18—64 років, 13,0 % — особи у віці 65 років та старші. Медіана віку мешканця становила 45,3 року. На 100 осіб жіночої статі у переписній місцевості припадало 99,7 чоловіків;  на 100 жінок у віці від 18 років та старших — 98,7 чоловіків також старших 18 років.
Середній дохід на одне домашнє господарство  становив 76 921 долар США (медіана — 59 688), а середній дохід на одну сім'ю — 92 493 долари (медіана — 92 750). Медіана доходів становила 86 172 долари для чоловіків та 54 779 доларів для жінок. За межею бідності перебувало 7,8 % осіб, у тому числі 18,5 % дітей у віці до 18 років та 11,5 % осіб у віці 65 років та старших.
Цивільне працевлаштоване населення становило 299 осіб. Основні галузі зайнятості: освіта, охорона здоров'я та соціальна допомога — 36,1 %, публічна адміністрація — 15,4 %, будівництво — 10,0 %, мистецтво, розваги та відпочинок — 7,7 %.